# Зверезомб-Зубовский, Евгений Васильевич
Евгений Васильевич Зверезомб-Зубовский, в ряде источников также Зверозомб-Зубовский (укр. Євген Васильович Звєрезомб-Зубовський, Євген Васильович Звірозомб-Зубовський; 19 февраля (3 марта) 1890, Киев — 21 апреля 1967, Киев) — украинский советский энтомолог, член-корреспондент АН УССР (с 22 февраля 1939 года), председатель Украинского энтомологического общества, почётный член Всесоюзного энтомологического общества, один из организаторов дела защиты растений на Украине и в России.

## Биография
Родился 19 февраля (3 марта) 1890 года в Киеве. В 1916 году закончил Киевский университет. С 1923 года заведовал станцией в Киеве и отделом энтомологии Киевской сельскохозяйственной станции. Работал над изучением энтомофауны Украины и Южной России. Был главным энтомологом управления «Союзсахар». В 1939—1945 годах работал в Институте зоологии АН Украинской ССР. Затем в 1946—1956 годах работал в Институте энтомологии и фитопатологии АН Украинской ССР (в 1949—1950 годах. — на должности директора, в 1950—1956 годах — заведующего лабораторией).
Основные научные работы были посвящены изучению энтомофауны Украины и юга России. Является автором фундаментальных обзоров по биологии вредителей сахарной свёклы, амбарных вредителей и вредных грызунов. Один из организаторов службы защиты растений. Вице-президент Всесоюзного общества энтомологов (1947—1967).
Жил в Киеве в Доме учёных по улице Челюскинцев, 15. Умер в Киеве 21 апреля 1967 года. Похоронен на Байковом кладбище (участок № 24).